# Johan Sylvius
Johan Sylvius (Stoccolma, 1620 – Stoccolma, marzo 1695) è stato un pittore svedese.

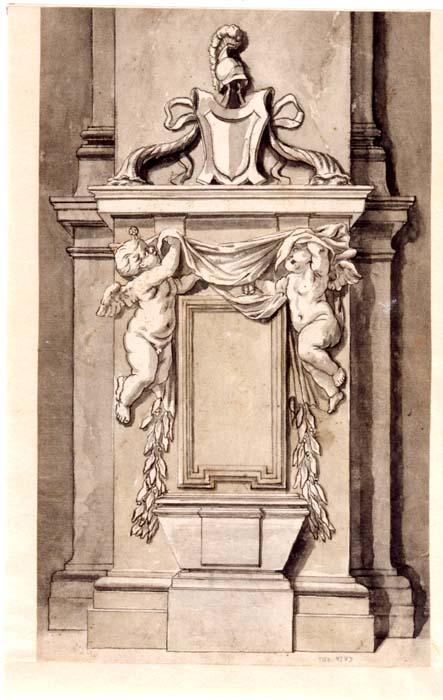
Gravmonument över Ferdinand van den Eynde, copia del Sepolcro di Ferdinand van den Eynde, Nationalmuseum, Stoccolma

Nacque probabilmente in Svezia, e forse morì nel castello di Drottningholm, a Lovön, nella contea di Stoccolma. Sylvius trascorse gran parte della sua giovinezza all'estero; tuttavia, sappiamo poco dei suoi primi anni di vita. Potrebbe essere stato di origine tedesca, e fu attivo per alcuni anni (1658–85) a Roma. Durante il periodo trascorso a Roma, egli ebbe l'opportunità di studiare Peter Paul Rubens e altri maestri olandesi presenti nella capitale. Trentacinque disegni a penna e acquarello che datano al suo tempo trascorso in Italia sopravvivono. Questi erano originariamente di proprietà del suo collega, Nicodemus Tessin.
Sylvius si recò in Inghilterra negli anni settanta del diciassettesimo secolo, ove assistette Antonio Verrio nella decorazione del Castello di Windsor. In viaggio per l'Inghilterra, si fermò forse a Parigi, dove potrebbe aver studiato con Charles Le Brun. Durante il suo soggiorno in Inghilterra, fu elogiato da Peter Lely per la sua abilità di ritrattista. Tra le sue opere sopravvissute, le più note sono probabilmente i vasti dipinti allegorici e mitologici (datati dal 1685 al 1695) con cui egli decorò il castello di Drottningholm. Nello stesso periodo , decorò anche lo Slottskyrkan di Stoccolma .
Nel Museo Nazionale di Stoccolma esistono numerosi studi delle sue opere. A Roma, Sylvius dipinse un dipinto ad olio di data sconosciuta raffigurante Minerva, la dea romana della saggezza e della guerra strategica. Questo dipinto ad olio misura 164 cm x 122 cm. Sempre a Roma, Johan Sylvius realizzò un disegno a penna e acquerello su carta in grigio e nero, eseguito con matita e inchiostro, chiamato Gravmonument över Ferdinand van den Eynde, o "Tomba di Ferdinand van den Eynde", una copia dell'originale di François Duquesnoy nella chiesa di Santa Maria dell'Anima a Roma. Questo disegno misura 38,2 x 23 cm.